# 朝香美穂
朝香 美穂（あさか みほ、1981年12月16日 - ）は、日本のAV女優、ストリッパー。神奈川県出身。
スリーサイズ はB86cm（Eカップ）・W59cm・H87cm。血液型はA型。

## 略歴
2001年10月20日、東洋ショーにて同劇場所属のダンサーとしてデビュー。
2002年10月、MOODYZよりAVデビュー。

## 出演作品

### アダルトビデオ
撮りおろし作品
- 田舎でぶっかけ中出しアナルFUCK!（2002年10月15日、MOODYZ）[1][2]
- Would You Like To Fuck?（2002年11月15日、MOODYZ）[1][2]
- 灼熱 Natural Woman（2003年1月1日、MOODYZ）[1][2]
- SEXY　LOVERS 5 愛人痴女（2003年5月23日、マックス・エー）
- ヤリマン公衆便女 〜第二章〜 朝香美穂（2003年7月19日、SODクリエイト）[1]
- 大空の匂い（2003年8月8日、光夜蝶）
- いじめんせつ  FILE05（2003年7月20日）
- 人妻暴行 隙だらけの人妻3時間（2005年3月25日 ビッグモーカル）
- お義母さんが教えてあげる　愛の手ほどき3時間（2005年4月22日 ビッグモーカル）
- 猥褻バンプ（2004年5月8日、グローリークエスト）[1]
- 初SM生絶頂体験 美人お姉様淫乱マゾ（2004年10月19日、アートビデオ）
- LUSH HYPER SEXMACHINE（2004年11月13日、オーロラ）[1]
- 強淫調教・4（2004年11月19日、プレステージ）[1]
- 人妻暴行 奥さんもうガマンできねぇよ!（2005年2月15日、ビッグモーカル）
- PORNOGRAPH 16（2006年10月7日、HMJM）

総集編
- MOODYZ女優コレクション 4（2003年5月15日、MOODYZ）
- アナルFUCK BEST（2003年7月1日、MOODYZ）
- ぶっかけ中出しアナルFUCK! BEST1（2004年10月15日、MOODYZ）
- ザ・面接レイプ4時間BEST（2004年10月29日、ビッグモーカル）
- 人妻暴行 隙だらけの人妻3時間（2005年3月25日、ビッグモーカル）
- お義母さんが教えてあげる 愛の手ほどき3時間（2005年4月22日、ビッグモーカル）
- 狂い泣く愛奴たち（2006年11月10日、アートビデオ）